# Дела сердечные
«Дела́ серде́чные» — советский цветной широкоэкранный художественный фильм 1973 года режиссёра Аждара Ибрагимова.

## Сюжет
Машина «скорой помощи» мчится по ночной Москве. Кардиологическая бригада из врача, двух фельдшеров и водителя снова спешит к больному. Каждую смену они вместе борются с болезнью, пытаются противостоять беде. История бригады «специализированной скорой помощи», где как во всех малых коллективах есть уже сложившиеся отношения и где сложность, ответственность и оперативность действий очень быстро обнажает сущность каждого…

«Дела сердечные» можно расшифровать как дела кардиологические. Перед нами одна ночь «Скорой», выезжающей по профилю сердечно-сосудистые заболевания… режиссёр остро строит действие, в киноповествовании явственно ощущается вой, энергичный «нерв». «Рафик» мчится словно бы по цепи новелл увы, неравноценных…— Советский экран, 1974

## В ролях
- Антонина Шуранова — Лида (фельдшер скорой помощи)
- Екатерина Маркова — Наташа (фельдшер скорой помощи)
- Анатолий Папанов — Борис Иванович (шофёр скорой помощи)
- Георгий Тараторкин — Евгений Павлович (врач скорой помощи)
- Павел Винник — врач
- Лидия Драновская — мама Евгения
- Наталья Жвачкина
- Инна Кондратьева — Сергеева (жена больного), озвучила Мария Виноградова
- Евгений Красавцев
- Наталья Маркина — медсестра на авторемонтном заводе
- Дмитрий Масанов — ресторанный выпивоха
- Пётр Меркурьев — ресторанный выпивоха
- Глеб Морозов
- Даниил Нетребин — Коля (работник авторемонтного завода)
- Виктор Отиско
- Алексей Преснецов
- Елена Тяпкина — бабушка (с кардиогенным шоком)
- Райский Юрий — парень на мотоцикле, внук
- Владимир Смирнов — Сергей (рабочий с сердечным приступом на авторемонтном заводе)
- Владимир Якубовский
- Георгий Куликов (в титрах — Ю. Куликов) — Сергеев, больной с инфарктом

## В эпизодах
- Нина Агапова — врач с париком на подстанции «скорой помощи»
- Валентина Ананьина — дорожная рабочая
- Л. Анциферова
- Максим Бодовский
- Борис Бибиков — Николай Николаевич (старый врач на подстанции «скорой помощи»)
- К. Бороздина
- Вера Бурлакова — дорожная рабочая
- Елена (Ляля) Вольская — Галина
- А. Давлетов
- Александра Данилова — диспетчер «Скорой помощи»
- В. Денисов
- Е. Ершов
- В. Захаров
- И. Попов
- Инна Кара-Моско
- В. Козак
- И. Козлова
- А. Кондрыкинский
- Э. Крутилин
- Т. Кухтина
- М. Лобышева
- В. Лысак
- В. Макаровский
- Виктор Маркин
- Юрий Мартынов
- И. Машинский
- Алексей Мокроусов
- Юрий Мочалов
- Н. Мысягина
- Николай Сморчков — работник авторемонтного завода
- А. Осмолов
- Владимир Приходько
- Галина Самохина
- Александр Серский
- Н. Филимонова
- Юлия Цоглин — диспетчер «Скорой помощи»
- Михаил Чигарев
- Светлана Швайко

## Съёмочная группа
- Авторы сценария: Владимир Кунин и Семён Ласкин
- Режиссёр-постановщик: Аждар Ибрагимов
- Оператор-постановщик: Маргарита Пилихина
- Художник-постановщик: Геннадий Мясников
- Режиссёр: Люция Охрименко
- Композитор: Ариф Меликов
- Звукооператор: Семён Литвинов
- Художник по костюмам: Т. Каспарова
- Художник гримёр: З. Егорова
- Монтаж: В. Янковская
- Оператор: В. Папян
- Комбинированные съёмки:
  - оператор: В. Рылач
  - художник: О. Казакова
- Художник: А. Самулекин
- Ассистенты:
  - режиссёра: П. Шевкуненко, А. Лебедь
  - оператора: В. Шмыга, В. Пиганов
- Мастер по свету: Е. Шелестов
- Консультант: Н. Каверин
- Редактор: Нина Скуйбина
- Музыкальный редактор: Р. Лукина
- Директор картины: Лазарь Милькис